# كهف سانغتاراشان
كهف سانغتاراشان (بالفارسية: غار سنگ‌تراشان) يقع في جهرم، جنوب إيران، وهو أكبر كهف مصنوع يدويًا في العالم. به عدة ممرات وأعمدة وفتحات.
يعود تاريخ هذا الكهف إلى 150 عامًا مضت ويعتبر أكبر كهف اصطناعي في العالم. يقع الكهف إلى الجنوب من جهرم.